# Pierre Borel
Pierre Borel (Petrus Borellius) (ca. 1620 – 1671), fue un alquimista, médico, químico y botánico francés. Se ocupó de un gran número de materias, como historia antigua, filología, bibliografía y óptica. Algunos autores le consideran pionero en la utilización del microscopio para la investigación de tejidos de órganos humanos.
Nació en Castres en 1620. Se doctoró en medicina en la Universidad de Montpellier en 1640, siendo nombrado médico de Luis XIV en 1654. En 1663 se casó con Esther de Bonnafous. Fue miembro de la Academia Francesa desde 1674. Murió en París en 1671.

## Obra
- Les antiquitez, raretez, plantes, mineraux etautres choses considérables de la ville et comté de Castres d'Albigeois, 1649
- Bibliotheca chimica, 1654
- Trésor de recherches et d'antiquités gauloises et françaises, 1655
- Historiarium et observationum medico-physicarum centuriae IV 1653, 1656
- De vero telescopii inventore, 1655
- Discours nouveau prouvant la pluralité des mondes : que les astres sont des terres habitées et la terre une estoile, qu'elle est hors du centre du monde dans le troisiesme ciel et se tourne devant le soleil qui est fixe, et autres choses très curieuses, ... [s.n.] Ginebra, 1657.[2]
- Dictionnaire des termes du vieux françois ou Trésor de recherches et antiquités gauloises et françoises,..., Briasson. París, 1750[3]
- Vitae Renati Cartesii, summi philosophi compendium. [Reprod.] / auctore Petro Borello, medico regio, Joannem Billaine (Parisiis), viduam Mathurini Dupuis (Parisiis), 1656[4]